# Дитерихс, Константин Александрович
Константин Александрович Дитерихс (Дитерикс) (18 января 1825 — 20 декабря 1899) — генерал от инфантерии, действительный статский советник, русский военачальник во время Кавказской войны.

## Биография
Родился в семье генерал-майора Александра Ивановича Дитерихса, его матерью была дочь Дагестанскаго бея.
В течение 15 лет он сражался против горцев на Кавказской войне. С ним был лично знаком Л. Н. Толстой, пользовавшийся «Записками о Кавказской войне» генерала К. А. Дитерихса при написании своего знаменитого «Хаджи-Мурата». Впоследствии дочь Константина Александровича — Ольга Константиновна выйдет замуж за сына Льва Николаевича — Андрея Львовича Толстого.
Служба:
- В 1842 году окончил обучение в Пажеском корпусе.
- В 1842—1844 годах служил в конно-артиллерийской легкой батарее и в 19 артиллерийской бригаде.
- На 16 марта 1849 года поручик 21-й артиллерийской бригады.
- На 16 марта 1852 капитан 21-й артиллерийской бригады, переводится в Кавказскую Гренадерскую артиллерийскую бригаду.
- В 1856—1859 годах командир горной № 3 батареи, 21-й артиллерийской бригады.
- На 1861 год подполковник, командир горной № 2 батареи, 14-го Грузинского гренадерского Его Императорского Высочества Великого Князя Михаила Николаевича полка.
- В 1861—1866 годах командир Дубовского отдельного склада оружия и снарядов в посаде Дубовка Царицынского уезда Саратовской губ..
- В 1867—1873 годах служба в полевой пешей артиллерии.
- В 1873—1874 годах начальник войскового конского депо Кубанского казачьего войска.
- С 1877 инструктор Кавказского коннозаводского округа, корреспондент Главного управления государственного коннозаводства по Закавказскому Краю.
- В 1880—1881 годах член совета Главного управления государственного коннозаводства.
- В 1887 году член Общества для доставления средств Высшим женским курсам Санкт-Петербурга.

Умер 20 декабря 1899 года. Похоронен на Смоленском православном кладбище в Санкт-Петербурге.

## Семья
Жена — дворянка Ольга Осиповна (Иосифовна) урождённая Мусницкая (08.11.1840-26.03.1893), дочь генерал-лейтенанта, коменданта Киева Осипа Осиповича Мусницкого и его жены Анны Павловны Арсеньевой.
Дети:
- Леонид Константинович (1857—1918) — художник, окончил Академию художеств, автор иллюстраций к изданиям «Посредника», постоянно жил в Италии[7].
- Дитерихс, Анна Константиновна (17.4.1859, Киев—11.6.1927, Москва), редактор изд. «Посредник» и «Свободное слово», писательница, композитор. Жена известного общественного деятеля Владимира Григорьевича Черткова (1854—1936). Изображена художником Н. А. Ярошенко на картинах «Курсистка» (1883), «В тёплых краях» (1890) и портретах.
- Дитерихс, Владимир Константинович (1860—1924) — русский контр-адмирал.
- Елена Константиновна (1862—1918), в 1-м браке замужем за министром юстиции И. Г. Щегловитовым, во 2-м браке за князем Алексеем Алексеевичем Оболенским (сын генерала А. В. Оболенского).
- Александр Константинович (1864—1888) — офицер, покончил жизнь самоубийством.
- Мария Константиновна (1866—1924), училась пению в Италии; муж — итальянский певец Рафаэль де Ферран[8].
- Иосиф Константинович (1868—1932), инженер-путеец, корреспондент и последователь Л. Н. Толстого, бывший казачий офицер-подъесаул Кавказской армии, оставивший военную службу. В 1897 г. за связь с духоборами и помощь им был выслан за пределы Кавказского края. 2-й муж Анны Матвеевны Орнатской (29.02.1885-?).
- Ольга Константиновна (1872—1951), c 1899 г. 1-я жена русского государственного деятеля Андрея Львовича Толстого (1877—1916), сына Л. Н. Толстого.
- Дитерихс, Михаил Константинович (1874—1937) — русский генерал, один из руководителей Белого движения в Сибири и на Дальнем Востоке.